# VUHL
VUHL Automotive (legalmente conocida como EXTE Diseño, S.A. de C.V.), es una empresa automotriz
mexicana dedicada al diseño, producción, ensamble, distribución y venta de automóviles deportivos fundada en 2010 por los hermanos Iker y Guillermo Echeverría en Querétaro, Querétaro, México. El nombre de VUHL proviene de las siglas en inglés de «Vehicles of Ultra-Lightweight and High Performance (en español: Vehículos Ultraligeros y de Alto Rendimiento)».

## Historia

### Fundación
VUHL fue creada por los hermanos Iker y Guillermo Echeverría en 2010 en Querétaro, Querétaro, su interés por el mundo de los autos de carrera comenzó desde que eran muy pequeños, su padre fue piloto de carreras en categorías como Fórmulas y Gran Turismo. Además, al ser ingeniero, fue el responsable de diseñar y construir los vehículos que él mismo manejaba en las competencias.

### Primeros modelos
Fue en 2013 que presentaron su primer super-deportivo ultraligero VUHL 05. El lanzamiento se realizó en el Festival of Speed, en Londres, de la mano del piloto británico Stirling Moss, subcampeón del mundo de Fórmula 1, quien develó el coche ante los medios. Posteriormente, se hizo el lanzamiento dinámico con el piloto de Fórmula 1, Esteban Gutiérrez, en Goodwood, Reino Unido.

## Fábrica
Su planta de ensamble es de tres mil metros cuadrados y se encuentra en el Parque Industrial Advance, el cual está ubicado dentro del Aeroclúster de Querétaro. Ahí mismo, también se sitúa su Centro de Materiales Compuestos Avanzados (especializado en la producción de fibra de carbono).

## Modelos

### VUHL 05

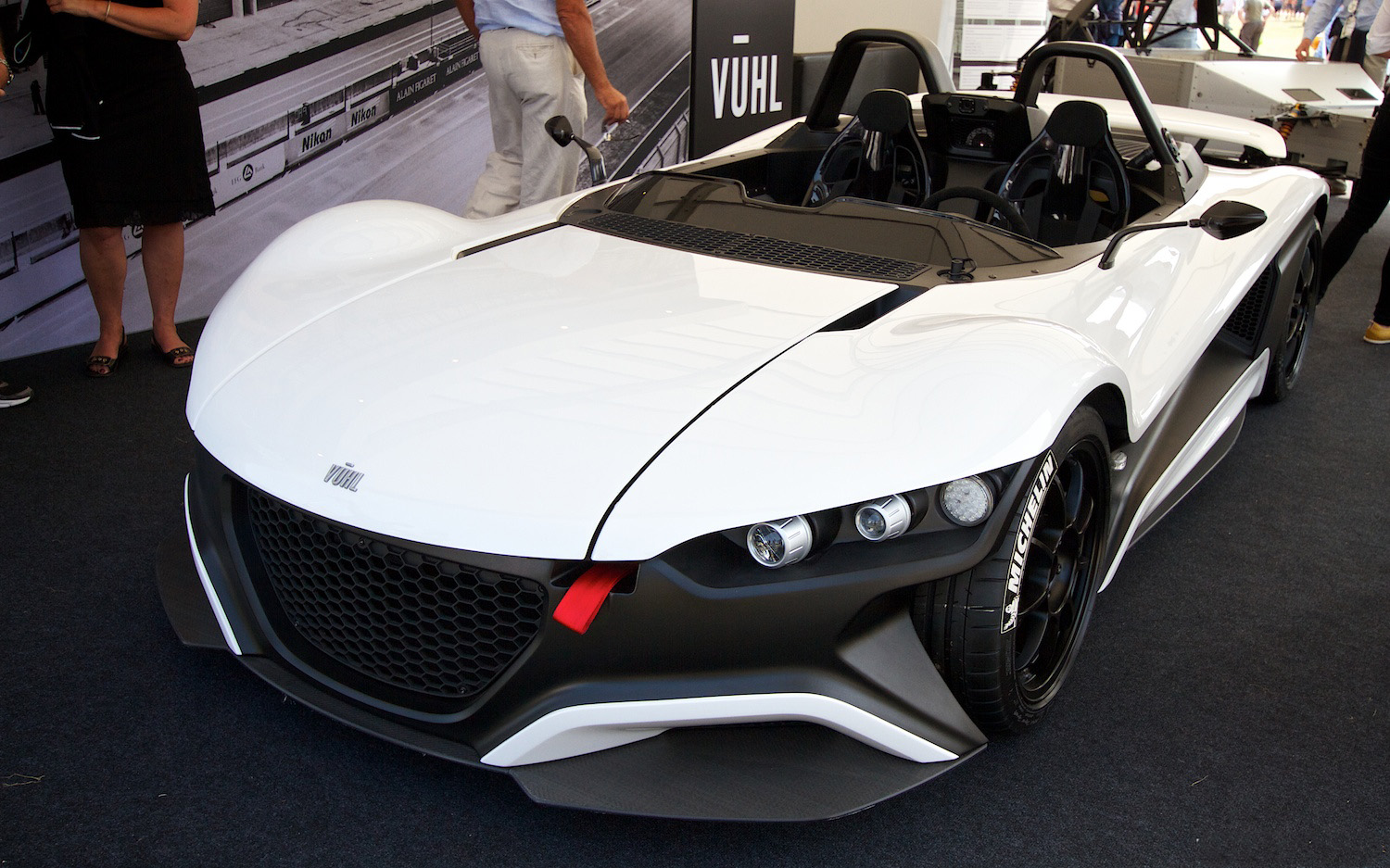
VUHL 05.

El VUHL 05 es un automóvil deportivo ligero del segmento B, presentado por primera vez en 2013 en el Royal Automobile Club de Londres. Al inicio de su producción, el auto era ensamblado en Canadá, probado en los Estados Unidos y el Reino Unido y devuelto a México, donde se le hacían los retoques finales, posteriormente fue iniciada la producción del vehículo en julio de 2015 en su nueva planta en Querétaro. En entrevista a Top Gear, Iker Echeverría, uno de los creadores, dijo "queríamos incluirle un motor Audi, pero era demasiado pesado y no sonaba nada bien, es por eso que quisimos el motor Ford, porque suena como en los viejos Cosworths desde la década de 1970".

### VUHL 05RR
El 13 de junio de 2016 fue presentado en el Festival de Velocidad de Goodwood 2016 el VUHL 05RR, que se situará sobre la gama del VUHL 05 de serie y será totalmente legal para carretera. El VUHL 05 RR tiene un peso de 640 kg, gracias a su construcción en aluminio y carbono y a sus rines 100% de fibra de carbono. Cuenta con un motor Ford EcoBoost de 2.3 l que ofrece una potencia de 385 HP, que le permite acelerar de 0 a 60 MPH en 2.6 segundos y alcanzar una velocidad máxima de 257 km/h.
| Modelo    | Largo, Ancho, Batalla               | Peso   | Motor                | Potencia | Torque | Relación potencia/peso | Aceleración 0-100km/h | Velocidad máxima |
| VUHL 05   | 3,718 mm/ 1876 mm/ 1120 mm/ 2300 mm | 695 kg | Ford EcoBoost 2.0 L4 | 285 HP   | 420 NM | 410 HP/ton             | 3.7 s                 | 245 km/h         |
| VUHL 05RR | 3,718 mm/ 1876 mm/ 1120 mm/ 2300 mm | 640 kg | Ford EcoBoost 2.3 L4 | 385 HP   | 500 NM | 601 HP/ton             | 2.6 s                 | 257 km/h         |